# 와시즈역
와시즈역(일본어: 鷲津駅 와시즈에키[*])은 일본 시즈오카현 고사이시에 있는 도카이 여객철도의 철도역이다.

## 역 구조
2면 3선 구조의 지상역이다. 1번선이 단식 구조이다. 두 승강장은 구름다리로 이어져 있다.
역장과 역무원이 배치된 직영역으로, 벤텐지마역, 아라이마치 역, 신조하라 역을 관리한다.

### 승강장
| 1 | ■ 도카이도 본선 | 도요하시 · 나고야 방면   |               |
| 2 | ■ 도카이도 본선 | 하마마쓰 · 시즈오카 방면 |               |
| 3 | (예비 승강장)   | (예비 승강장)            | (예비 승강장) |

## 역세권 정보
- 하마나호
- 국도 제301호선

## 역사
- 1888년 9월 1일 - 관설철도 (뒷날의 일본국유철도) 도카이도 본선 하마마쓰역 ~ 오부역 구간의 개통과 동시에 개업.
- 1987년 4월 1일 - 민영화에 따라 도카이 여객철도의 소속이 되었다.
- 2008년 3월 1일 - TOICA의 사용이 개시되었다.

## 인접역
| 도카이 여객철도 도카이도 본선     | 도카이 여객철도 도카이도 본선 | 도카이 여객철도 도카이도 본선 |
| --------------------------------- | ----------------------------- | ----------------------------- |
| 아라이마치 하마마쓰·시즈오카 방면 | ■ 도카이도 본선               | 신조하라 도요하시·나고야 방면 |